# Anthimus de Neapole
Anthimus sau Anthemus a fost duce de Neapole de la 801 până în jur de 818, atunci când patrikios-ul bizantin de Sicilia a restabilit controlul biyantin asupra ducatus. Pentru cea mai mare parte a domniei sale, Anthimus a fost independent față de orice autoritate, însă totodată a pierdut de sub control propriile orașe supuse, care s-au constituit în ducatele Gaeta și Amalfi. 
La începutul domniei sale, patrikios-ul bizantin de Sicilia a solicitat ajutor pentru a putea respinge pe pirații sarazini care provocau ravagii asupra coastelor siciliene. Anthimus s-a menținut însă pe poziții neutre și a refuzat să intre în conflict. În 812, amiralul bizantin trimis să combată pe acești corsari a solicitat sprijin de la toți locuitorii de pe coasta tireniană, inclusiv celor din Gaeta și Amalfi, care au acceptat, însă Neapole a continuat să refuze. Ca urmare a acestei politici, supușii Neapolelui din Gaeta și Amalfi și-au declarat independența. 